# Узун (Узбекистан)
Узун (узб. Uzun / Узун) — городской посёлок, административный центр Узунского района Сурхандарьинской области Узбекистана.

## История и география
До 1920 года село называлось Култепа. Расстояние до города Термез — 192 км. В Узуне есть железнодорожная станция.

## Население
| 1989 | 2002   | 2017   |
| ---- | ------ | ------ |
| 7515 | 12 804 | 39 600 |